# Huis voor de Verantwoordelijkheid
Het project Huis voor de Verantwoordelijkheid kwam tot ontwikkeling na het ontstaan van een regeringscoalitie met Jörg Haiders FPÖ. Daarvoor had de krant Braunauer Rundschau al de handtekeningenactie “Braunau zet een teken” gelanceerd.
De politoloog Dr. Andreas Maislinger uit Innsbruck reageerde op deze oproep en maakte het voorstel in het geboortehuis van Adolf Hitler een Huis voor de Verantwoordelijkheid op te richten. De Braunauer Rundschau presenteerde het idee op 4 mei 2000.
Volontairen uit EU-landen, Oostenrijkers die hun vervangende dienstplicht vervulden en Oostenrijkers die hun vervangende dienstplicht in het buitenland al hadden vervuld, zouden in het huis gewoond en gewerkt hebben. Op die manier zou een voortdurende gedachtewisseling hebben plaatsgevonden. Het House of Responsibility zou iets volledig nieuws zijn. De ongewenste erfenis en het verwerken van de nationaalsocialistische geschiedenis zou op de begane grond van het huis hebben plaatsgevonden. Op de eerste etage zou men zich hebben beziggehouden met de tegenwoordige tijd en het aanbieden van concrete hulp voor mensen, bijvoorbeeld door de Vereniging voor Diensten in het Buitenland, maar ook door projekten op het gebied van mensenrechten en de derde wereld. Op de tweede etage zouden mensen ideeën uitwerken voor een vreedzamere toekomst.
Het project kon in de volgende jaren gerealiseerd worden. Alleen het idee bleef over juist in de geboortestad van Adolf Hitler verantwoording op te nemen.